# Chu Tứ
Chu Tứ (chữ Hán: 朱伺, ? - ?) tự Trọng Văn, người huyện An Lục , tướng lãnh nhà Tấn, đã tham gia trấn áp hầu hết các cuộc nổi dậy lớn cuối đời Tây Tấn, đầu đời Đông Tấn.

## Thiếu thời
Ban đầu, Tứ làm Cấp sự cho Nha môn tướng Đào Đan nước Ngô. Nước Ngô mất, được gọi lên nhiệm chức ở quận Giang Hạ , làm Quận tướng đốc. Tứ có tài vũ dũng, nhưng kiệm lời, không biết chữ.

## Dẹp loạn Trương Xương
Trương Xương khởi nghĩa, thái thú Cung Khâm chạy đi Nhiếp Khẩu, Tứ cùng đồng liêu là bọn Sâm Bảo, Bố Hưng tập hợp quan quân đánh dẹp, không địch nổi, bèn cùng Khâm chạy đi Vũ Xương. Sau đó Tứ đưa quân quay lại tham gia đánh dẹp nghĩa quân. Được chuyển làm Kỵ bộ khúc đốc, gia Tuy Di đô úy. Bộ khúc của Tứ cho rằng các huyện đều hưởng ứng Trương Xương, chỉ có bọn họ tham gia trấn áp phản loạn, dễ sinh ra hiềm khích, xin lập riêng một huyện; nhân đấy đông bộ huyện An Lục được cắt cho bộ khúc của Tứ làm nơi cư trú, gọi là huyện Nhiếp Dương.

## Dẹp loạn Trần Mẫn
Trần Mẫn nổi loạn, Đào Khản khi ấy giữ Giang Hạ, thấy Tứ giỏi thủy chiến, biết đóng thuyền hạm, bèn sai ông đóng hạm lớn; Tứ được nắm cánh trái quan quân, chiếm Giang Khẩu, tiêu diệt tiền phong của Mẫn. Em Mẫn là Khôi tự xưng Kinh Châu thứ sử, đóng quân tại Vũ Xương, Tứ theo Đào Khản đánh dẹp. Bình định xong anh em Mẫn, Tứ nhờ công được phong Đình hầu, lãnh Kỵ đốc.

## Dẹp loạn Đỗ Thao
Giữa những năm Vĩnh Gia (307 – 312), Thạch Lặc đánh phá Giang Hạ, Tứ theo thái thú Dương Mân chạy đi Hạ Khẩu. Khi Đào Khản đến đấy đồn thú, Tứ nương nhờ ông ta, được gia Minh uy tướng quân. Tứ theo Khản đánh dẹp Đỗ Thao, lập nhiều chiến công. Khi Đỗ Thao nhằm vào Vũ Xương, Đào Khản soái bộ quân đón đánh nghĩa quân ở Hạ Khẩu, Tứ đưa thủy quân tập kích phía sau. Tứ dùng mặt nạ sắt để che, lấy nỏ nhằm tướng lãnh nghĩa quân mà bắn, giết được vài người. Nghĩa quân cập thuyền lên bờ, bày trận cạnh mép nước. Tứ dong thuyền xuôi ngược dòng nước để đánh, bị tên bắn trúng cẳng chân, sắc mặt không đổi. Các cánh quan quân dần kéo đến, nghĩa quân tan chạy, quan quân truy kích, nghĩa quân tử trận quá nửa. Đỗ Thao trong đêm quay về Trường Sa, Tứ đuổi đến Bồ Kỳ, không kịp mà về. Được gia Uy viễn tướng quân, ban Xích tràng (cờ tràng) và Khúc cái (lọng).

## Dẹp loạn Trần Thanh
Trong những năm Kiến Hưng (313 – 316), Trần Thanh lãnh đạo hơn 2000 gia đình chẹn ngang Trường Giang cướp bóc, Đào Khản lấy Tứ làm Đốc hộ đi dẹp. Nghĩa quân tuy ít, Tứ không vội đánh, Thanh cầu xin để em trai mình đến chỗ Khản xin hàng, Tứ vờ nhận lời. Đợi Thanh quay về, Tứ sai dũng sĩ chẹn đường giết em của Thanh, ngầm đưa quân tập kích nghĩa quân. Thanh đang cúng tế và ăn uống vào ngày tết Nguyên đán, quan quân áp sát mới phát hiện. Tướng lãnh nghĩa quân Diêm Tấn, Trịnh Tiến đều liều chết chống lại, quan quân chịu nhiều thương vong, phải lui về. Nghĩa quân chạy về phía đông, cố thủ Đổng Thành. Tứ đưa quân đến vây, dựng chòi cao, dùng nỏ cứng bắn vào thành; lại cắt đứt nguồn nước, trong thành phải giết bò uống máu. Diêm Tấn – em vợ của Trần Thanh – chém đầu Thanh ra hàng. Xét công dẹp Đỗ Thao, được gia Quảng uy tướng quân, lãnh Cánh Lăng nội sử.

## Dẹp loạn Trịnh Phan
Khi ấy Vương Đôn muốn dùng em họ Vương Cảo thay Đào Khản nắm quyền Kinh Châu, tướng cũ của Khản là bọn Trịnh Phan, Mã Tuấn xin giữ Khản, Đôn không cho. Bọn Phan cho rằng Cảo tính đố kỵ khó lòng phụng sự, còn Khản mới lập đại công, nếu nhân danh ông ta sẽ được mọi người ủng hộ, nên mưu tính nổi dậy chống lại Cảo. Bọn họ tập kết ở Nhiếp Khẩu, sai sứ báo với Tứ. Tứ vờ đồng ý, rồi nói có bệnh không đến. Bọn Phan tiến quân thì ấy nhiều người ngờ vực, dùng dằng, nên tan chạy về Hoành Tang khẩu, bàn nhau đi theo Đỗ Tằng. Bấy giờ Chu Quỹ, Triệu Dụ, Lý Hoàn đưa quân đến đánh, bọn Phan sợ hãi, đổ tội chủ mưu cho tư mã Tôn Cảnh, giết ông ta, đầu hàng bọn Quỹ.

## Dẹp loạn Đỗ Tăng
Vương Cảo sắp tây tiến, sai trưởng sử Lưu Tuấn ở lại giữ lũy Dương Khẩu. Khi ấy Đỗ Tăng xin đi dẹp Đệ Ngũ Y ở Tương Dương, Tứ cho rằng Tăng chỉ muốn lừa Cảo chuyên tâm mặt tây, để tập kích lũy Dương Khẩu, khuyên Cảo không nên tây tiến. Cảo kiêu ngạo, chê Tứ già nua nhút nhát, nên vẫn tây tiến. Quả nhiên Tăng giữa đường quày trở lại, Cảo bèn sai Tứ quay về, mới đến lũy, thì vừa đúng lúc bị quân của Tăng bao vây. Lưu Tuấn thấy cửa bắc của lũy suy yếu, muốn lệnh cho Tứ coi giữ, có người ngờ Tứ là đồng bọn của Trịnh Phan, nên Lưu Tuấn chuyển ông sang giữ cửa nam. Quân Đỗ Tăng biết được, đánh gấp cửa bắc. Khi ấy đồng bọn của Trịnh Phan là bọn Mã Tuấn có vợ con đang ở trong lũy, có người đề nghị lột da mặt họ cho quân Đỗ Tăng trông thấy, Tứ phản đối. Cây nỏ Tứ thường dùng bỗng nhiên bị kẹt không bắn được, ông cho rằng đó là điềm không may. Khi địch đánh chiếm cửa bắc, Tứ bị thương lui trở lên thuyền. Kẻ địch đuổi theo, lấy "diên" (một loại đoản mâu) đâm Tứ, ông chụp được, đâm ngược lại hắn. Tên ấy nhảy lên nóc thuyền tránh thoát, gọi to rằng: "Tướng giặc ở đây!" Từ trước, Lưu Tuấn mở đáy các con thuyền, dùng gỗ che lại, gọi là "thuyền giới" (khí giới trên thuyền). Đến nay, Tứ từ đáy thuyền nhảy xuống nước, bơi hơn 50 bộ mới thoát thân. Được chữa trị, vết thương khá hơn một chút. Đỗ Tăng khuyên hàng, Tứ cự tuyệt, đưa quân về Tắng Sơn. Bấy giờ Vương Cảo cùng Lý Hoàn, Đỗ Tăng giằng co, giao chiến dưới Tắng Sơn. Quân sĩ mấy lần kinh sợ kêu rằng: "Giặc sắp đến rồi!" Tứ kinh động đến vết thương mà chết, nhân đó được chôn ngay trên Tắng Sơn.

## Tính cách
Tứ làm Quận tướng đốc, gặp sĩ đại phu trong làng, đều vái chào rồi xưng tên mà thôi. Sau này làm Tướng, vẫn xưng hô khiêm tốn, cung kính như cũ.
Người Di ở Tây Dương nổi dậy, cướp bóc quận Giang Hạ, thái thú Dương Mân thường hỏi các đốc tướng kế chống giặc, chỉ có Tứ không nói gì. Mẫn hỏi: "Chu tướng quân sao không nói gì?" Đáp: "Bọn họ dùng miệng lưỡi để đánh giặc, riêng Tứ dùng vũ lực để đánh giặc." Lại hỏi: "Tướng quân xưa nay đánh giặc, làm sao luôn thắng trận vậy?" Đáp: "Đôi bên đối địch, xem bên nào có thể kiên nhẫn mà thôi. Địch không thể kiên nhẫn, ta có thể kiên nhẫn, thì giành được thắng lợi vậy." Mân cả cười.
Đỗ Tằng chiếm được lũy Dương Khẩu, sai sứ thuyết phục Tứ rằng: "Bọn Mã Tuấn nhờ ơn anh mà vợ con được sống. Cả nhà anh nội ngoại có hơn trăm người đều ở chỗ Tuấn, anh hãy đến gặp." Đáp: "Giặc chẳng có ai tốt; nay ta đã hơn 60, không thể cùng anh làm giặc. Ta chết rồi, thây sẽ đưa về miền nam, vợ con xin gởi cho các ngươi."